# Rademacherstraße (Hannover)

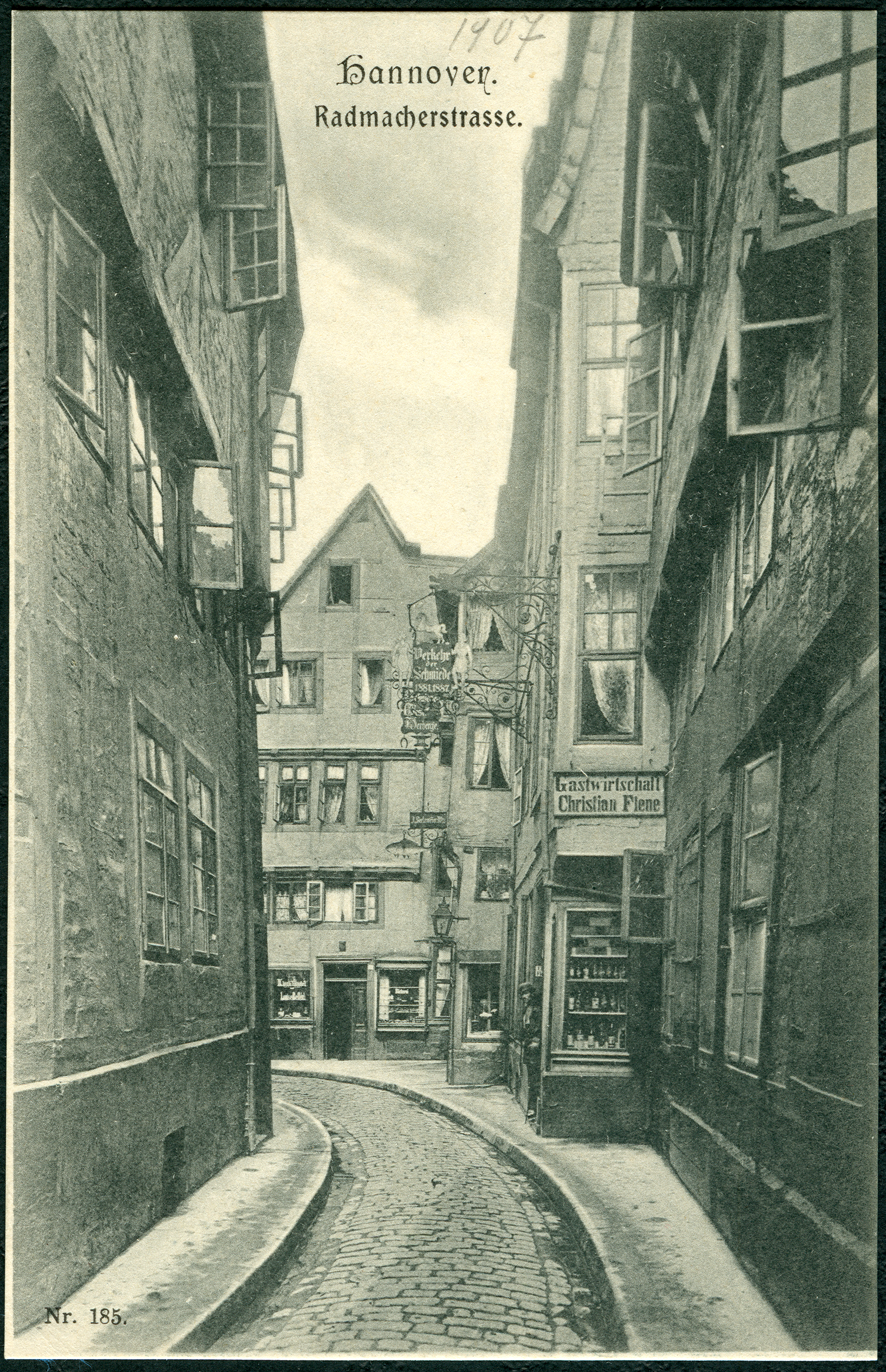
Blick in die ehemalige Radmacherstraße auf der Leineinsel Klein-Venedig;
Ansichtskarte Nr. 185, anonym, um 1900

Die Rademacherstraße in Hannover war eine seit dem frühen 13. Jahrhundert bestehende und 1961 aufgehobene Straße zwischen den beiden Armen der Leine auf der ehemaligen Leineinsel Klein-Venedig. An sie erinnert heute die Rademachertreppe.

## Geschichte

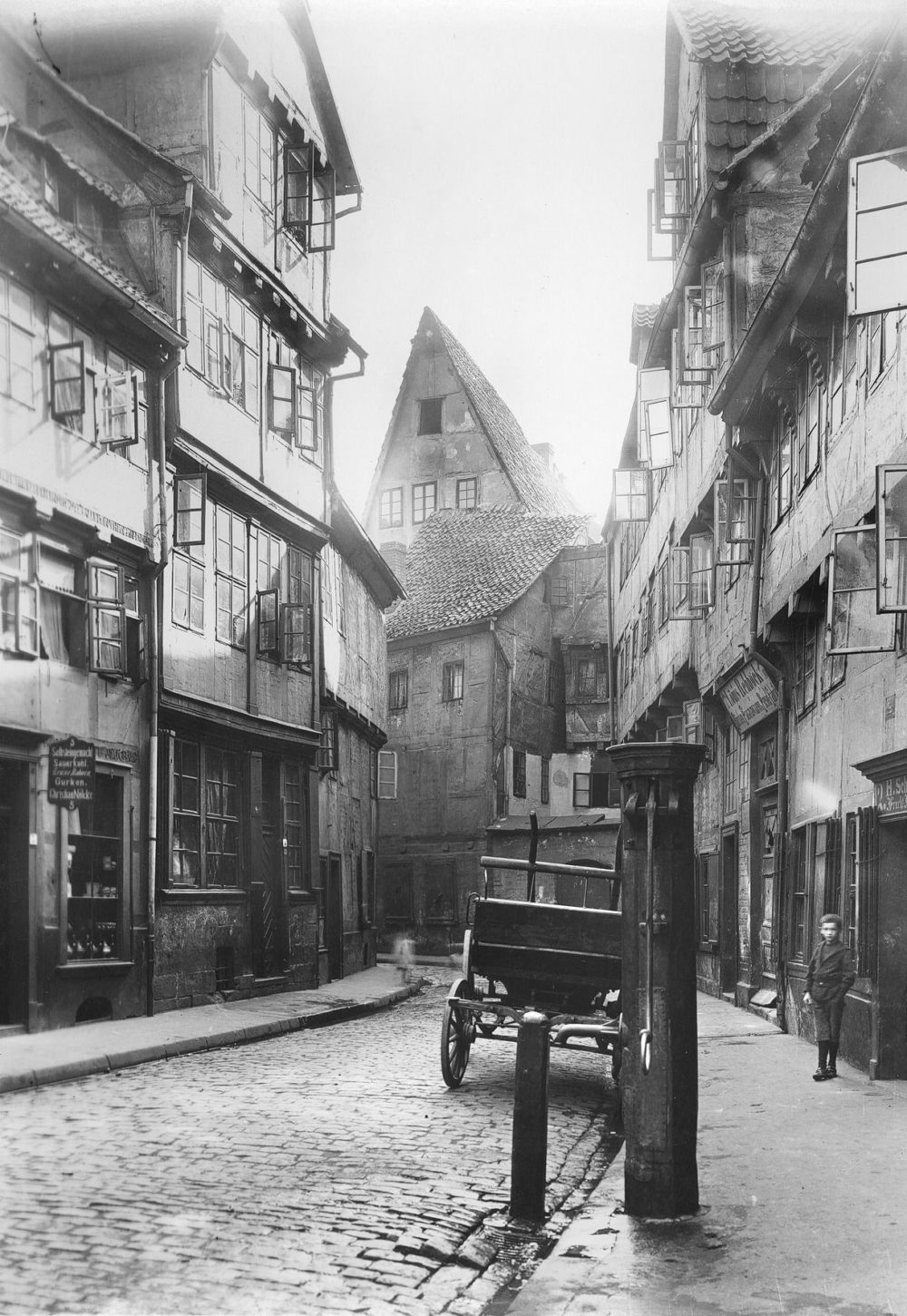
Foto durch die Straße um 1900;
im Besitz des Historischen Museums Hannover

Nach den Hannoverschen Geschichtsblättern von 1914 war der Straßenzug schon im Mittelalter erstmals 1320 noch mit lateinischem Namen als via stupae benannt, 1340 dann als Stovenwech. Drei Jahrhunderte später hieß die Straße Auf dem Ferbehof, da 1640 dort auf der Insel ein Färber seinem Geschäft nachging.
Nach dem Ende des Dreißigjährigen Krieges nannten die Menschen den Ort laut dem hannoverschen Bürgermeister und Chronisten Christian Ulrich Grupen 1669 Rademacher-Winkel, „weil zu solcher Zeit auf diesem Platze 2 Rademacher neben einander gewohnet“.
Nachdem der Rademacher-Winkel noch 1750 unter diesem Namen bekannt war, ist von 1780 an der Name Rademacherstraße überliefert. Der Historiker Karl Friedrich Leonhardt deutete in seiner Schrift Straßen und Häuser im alten Hannover in den Hannoverschen Geschichtsblättern von 1924 die Namensgebung „nach dem in der Rademacherstraße 11 wohnenden Rademacher Tönnies Rodewald“ (getauft am 22. September 1633 in Hannover; begraben am 21. Februar 1690 ebenda).
Wenige Jahre nach dem Ende des Königreichs Hannover wohnten laut dem Adreßbuch der Königlichen Residenz-Stadt Hannover von 1868 in der Rademacherstraße oder auch Radmacherstraße vor allem Arbeiter und einfache Leute.

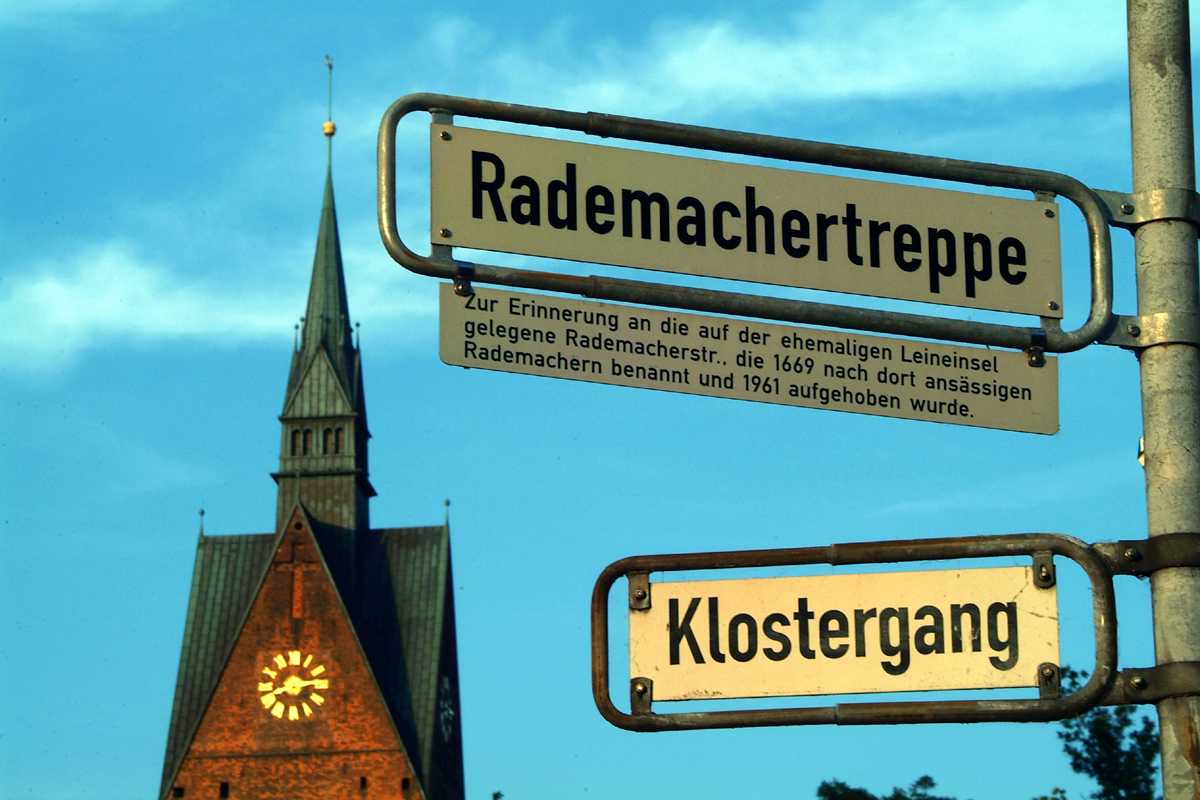
Straßenschild der Rademachertreppe mit historischen Hinweisen am Klostergang, im Hintergrund die Marktkirche

Die enge Rademacherstraße mit ihren Fachwerkhäusern verband bis in das 20. Jahrhundert die beiden die Insel querenden Straßen Ernst-August-Straße und Inselstraße, deren Bebauung überwiegend aus Fachwerkhäusern bestand. Vor allem diese Gebäude fielen im Zweiten Weltkrieg während der Luftangriffe auf Hannover den Brandbomben zum Opfer. Doch noch 1961 fotografierte Wilhelm Hauschild, Pressefotograf der Hannoverschen Allgemeinen Zeitung, den Abriss eines, letzten, allerdings beschädigten Hauses an der ehemaligen Rademacherstraße. Im selben Jahr wurde die nun unbebaute Straße aufgehoben, im Jahr darauf 1962 die Rademachertreppe angelegt.
Noch in den 1970er Jahren waren die „schlängelnden“ Bordsteinkanten der ehemaligen Rademacherstraße auf dem dann als Parkplatz an der Schlossstraße Ecke Leibnizufer genutzten Gelände „gut sichtbar“ erhalten.
Bei archäologischen Ausgrabungen im Zuge der innerstädtischen Umbaumaßnahmen von Hannover City 2020 + wurden Anfang 2014 nahe der ehemaligen Rademacherstraße als erste Artefakte Fayencen von barocken Kachelöfen aufgefunden.